# 고백교회

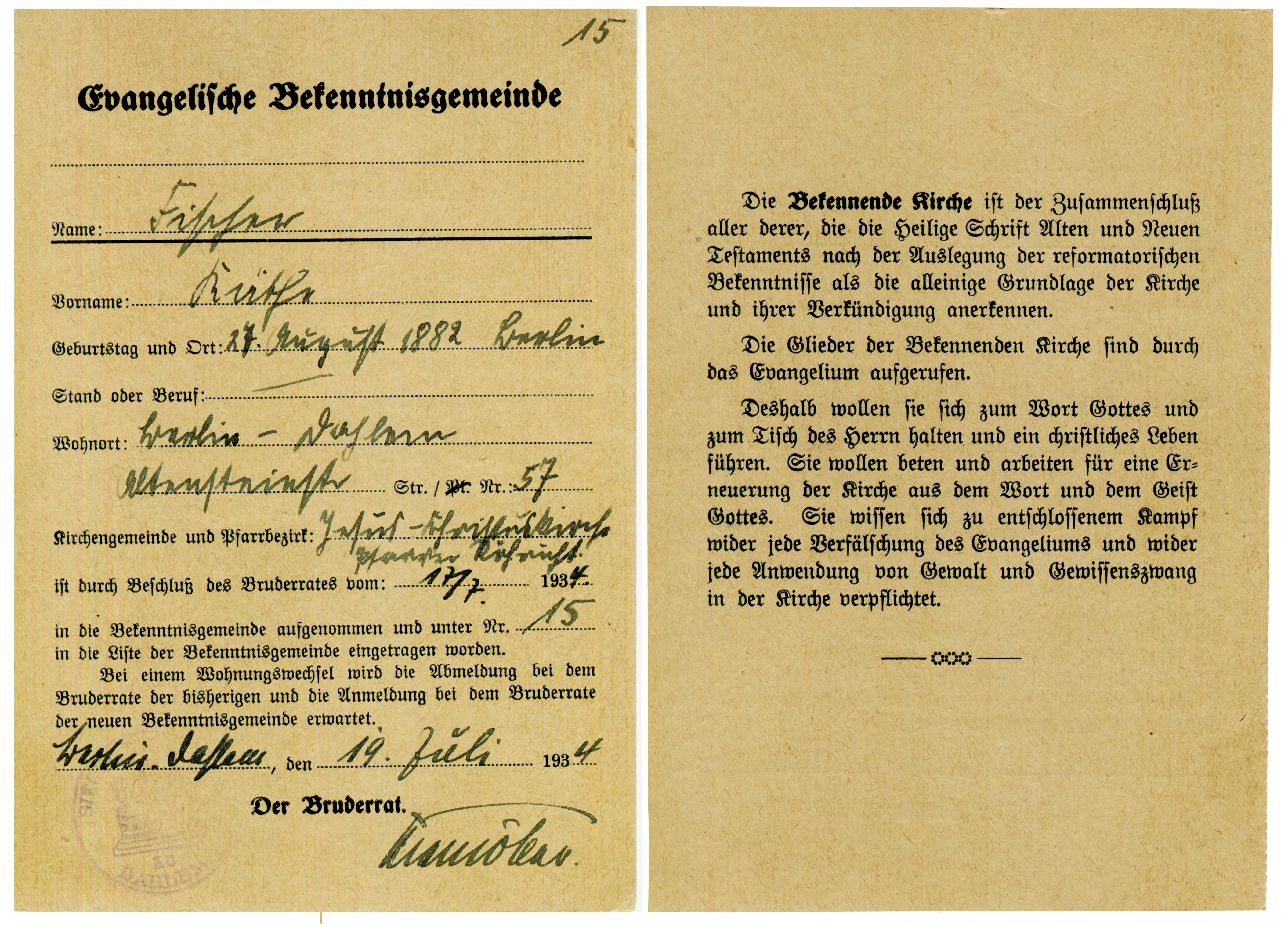

고백교회(告白敎會, 독일어: Bekennende Kirche, 영어: Confessing Church)는 1934년 히틀러에 반대하여 설립된 독일 프로테스탄트 교회를 말한다. 1935년 독일 바르멘에서 하나님의 말씀인 예수 그리스도만이 복종의 대상이요, 하나님의 계시라는 내용의 《바르멘 선언》을 발표하여 히틀러에 대한 불복종을 선언하였다.

## 역사적 배경

### 전반적인 독일의개신교교회의 상황

#### 신성로마제국과독일 제국
1555년의 아우크스부르크 화의 이후, 지배자의 종교가 피지배자의 종교를 결정한다는 원리(cuius regio, eius religio)는 신성 로마제국 전반에서 나타났다. 아우크스부르크 화의의 24번째 항목(ius emigrandi)은 모든 소유와 함께 이주하는 것이 가능하도록 했다. 아우크스부르크, 프랑크푸르트암마인, 레겐스부르크 등 많은 공화정 형태의 제국자유도시들 안에서 나타났던 서로 다른 종파에 속한 정부 각료들 사이의 교착 상태는 그 영토 안에서 사실상 두 개의 종파가 용인되도록 하는 결과를 낳았다. 그러나 대부분 이들 종파의 법적인 지위는 서로 같지 않았다.
아우크스부르크 화의는 가톨릭과 루터교를 보장했지만, 칼뱅주의는 보장하지 않았다. 따라서 1613년 브란덴부르크의 선제후 요한 지기스문트가 루터교에서 칼뱅주의로 개종했을 때, 그는 지배자의 종교가 피지배자의 종교를 결정한다는 원리(cuius regio, eius religio)를 행사할 수 없었다. 이런 상황들이 발생함에 따라 한 명의 군주 아래에서 둘 혹은 그 이상의 교파가 허용되게 되었고, 그러한 군주정에서 군주는 자신이 속한 종파로의 개종과 동료 신도들의 영내로의 이주를 허용했다. 1648년에 베스트팔렌 조약은 칼뱅주의도 cuius regio, eius religio가 보장하는 범위에 포함시켰다.
그러나, 영토의 합병, 상속과 같은 영토 변경, 그리고 군주들의 개종이 계속해서 일어나면서, 17세기와 18세기에 들어 이 원리는 점차 의미를 잃어갔다. 예를 들어, 아우구스트 2세는 1697년에 루터교에서 가톨릭으로 전향했으나 cuius regio, eius religio를 행사하지 않았다. 정복 등에 의해 백성들과 다른 종파에 속한 사람이 새로 지배권을 얻게 되었을 경우, 보통의 경우 그는 굳이 백성들에게 개종을 강요하여 그의 지배권 인수를 복잡하게 만들지 않았다. 이러한 일들이 일어나면서, 자신과 다른 종파가 지배적인 지역에 이주하여 살아가는 디아스포라 공동체도 확대되었다. 한편으로는 이와 같이 다양한 믿음이 공존하게 되면서 사람들의 종파 간 개종도 더 빈번히 일어나게 되었다.
그러나 지역적인 유동성은 여전히 낮았다. 특히, 사람들이 꺼려하는 시골 지역에서는 인구 이탈이 일어났다. 따라서 현재의 독일과 스위스의 종파 분포는 16세기의 칼뱅주의, 가톨릭, 루터교의 지배 영토를 제법 잘 반영하고 있다. 특기할 점은, 북독일 연방이 1869년 비종교화에 대한 권리를 제정하여 모든 교회로부터의 분리를 허용했다는 것이다.
독일의 개신교회는 종파(칼뱅주의, 루터교, 연합 교회)에 따라 지리적인 영역들로 나뉘었고, 지금도 그러하다. 18세기와 19세기 동안에 당시의 군주정과 공화정들은 당시의 국가 경계 안에서 신도들이 모이는 지방 교회(Landeskirchen)를 형성했다. 개신교가 지배하는 왕조의 경우, 각 지방 교회는 왕가와 밀접한 관계를 만들었고, 왕은 교회에 재정적, 제도적 도움을 주었다. 따라서 교회와 국가는 지역을 중심으로 결합했다고 볼 수 있다.

#### 바이마르 공화국
제1차 세계 대전 이후 사회·정치적 혼란 가운데 지방 교회는 그들의 세속 지도자들을 잃고 말았다. 혁명적 분위기 속에서 보수적인 교회 지도자들은 국가와 종교의 분리를 주장하는 사회주의자들(독일사회민주당(SPD)과 독립사회민주당(USPD))과 싸워야 했다. 공격적인 세속주의자였던 아돌프 호프만은 1918년 독립사회민주당에 의해 프로이센의 교육 및 공적 예배부 장관(Minister of Education and Public Worship)에 임명되었을 때, 다음을 포함하는 많은 계획을 실행하려고 시도했다:
- 교회에 대한 정부 지원금 삭감
- 교회 재산 몰수
- 대학에서 신학 과정 삭제
- 학교 기도 금지
- 학교 내 의무적 종교 교육 금지
- 의무적인 예배 참석을 학교에서 강요하는 것을 금지

가톨릭과 개신교 모두에서 격렬한 시위를 한 끝에 호프만은 어쩔 수 없이 사퇴했다. 교회는 정치적인 방법들을 통해 완전한 정교분리를 막을 수 있었고, 타협안을 이끌어냈다. 이 타협안에 의하면 국가 교회는 더 이상 존재하지 않고, 다만 교회는 여전히 공공 기관으로서 국가를 대신하여 공공 서비스(병원, 유치원 등)를 제공하는 것에 대한 대가의 형태로 지원금을 받게 되었다. 또한 국가는 교회를 대신하여 교구에 등록된 사람들로부터 교회세(敎會稅)를 거둬 교회에 지급했다. 이 교회세는 교회 활동과 관리를 위해 사용되었고, 지금도 사용되고 있다. 대학의 신학부는 유지되었고, 학교의 종교 교육도 살아남았다. 그러나 부모들은 자녀들이 종교 교육에 참여하지 않도록 선택할 수 있게 되었다. 독일 제국의 군주들이 가지고 있던 권리는 교회 협의회로 이양되었으며, 제국에서 공무원을 맡았던 고위 교회 지도자들은 교회 공무원이 되었다. 교회의 지배 구조는 국가가 임명한 사람이 아닌, 교회 회의에서 선출된 사람이 다스리는 형태로 바뀌었다.
이에 따라, 바이마르 공화국 초기인 1922년에 형성된 독일 개신교 교회 연합(EKD)은 국가 경계와 거의 유사한 경계를 가진 28개의 지방 교회(Landeskirchen)들로 이루어지게 되었다. 이 연합 체제는 독일 개신교의 엄청난 지역적인 자율성을 가능하게 했다. 또한 신학이나 교회 조직 등에 관한 갈등을 해결하고 이에 관해 토론하는 국가 교회 의회 또한 큰 자율성을 부여받았다.

### 나치시대
많은 개신교인들은 1932년 여름과 가을, 그리고 1933년 3월의 선거에서 나치에 투표했다.
[개신교] 교회는 원칙에 따라 국가사회주의를 거부하지 않았다. 1871년부터 1918년까지 제국의 시대에 존재했던 강력한 권위, 왕좌와 제단의 강한 결속은 개신교의 전통에 부합했다. 많은 ... [개신교인들은] 민주적인 바이마르 공화국에 대한 의구심을 가지고 있었으며, 독일 국가인민당과 같이 과거에 대한 이상을 품고 있는 정치 세력들을 지지했다.
칼 바르트, 디트리히 본회퍼, 빌헬름 부쉬와 같은 소수의 개신교 신학자들만이 나치의 도덕적·신학적 원리들에 반대했다. 그들은, 기독교 교리에 의하면 오직 하느님께 속한 사람의 궁극적인 권리를 통제하려고 하는 나치의 주장을 받아들일 수 없었다.

### 게르만기독교
개신교 내의 게르만기독교 운동은 바이마르 시대 후기에 발전했다. 광적인 나치 개신교인들의 그룹이라고 할 수 있는 게르만기독교는 1931년 옛 프로이센 교회들의 장로들과 교회 지도자들의 선거 승리를 돕기 위해 조직되었다. 일반적으로 이 그룹은 제1차 세계 대전의 종전과 이에 따른 빌헬름 2세로부터 공화정으로의 권력 이양이 초래한 사회정치적 긴장에 대한 반응으로서 정치적이고 종교적인 동기를 얻었다. 이러한 동기는 히틀러가 권력을 얻게 된 배경과도 거의 일치한다.
게르만기독교 운동은 다음과 같은 요인들에 의해 유지되었다:
- 1517년 루터의 95개조 반박문 부착 400주년 기념일(1917년)이 독일 민족주의를 고취시키고, 독일이 개신교 전통에서 우월한 위치를 점해 왔음을 강조하며, 반유대주의를 정당화함. 이는 엠마누엘 히르쉬 교수의 루터 르네상스 운동에 의해 보강되었다.
- 민족주의적(völkisch) 전통의 부흥.
- 개신교 신학에서의 구약 경시, 성서에서 "너무 유대적인" 부분들을 삭제, 신약 성서가 비(非)유대판인 Die Botschaft Gottes(하느님의 메시지)로 대체.[5]
- 현세적(세속적) 권위에 대한 존중. 이는 루터에 의해 강조되었으며 성서적 지지(로마서 13장)를 받는다(이에 대하여는 논쟁의 여지가 있다). 게르만기독교인들은 개개의 개신교회들을 하나의 통합된 제국교회(Reichskirche)로 조직화한다는 나치 정권의 목표(이러한 목표는 나치의 국민(Volk) 정신과 지도자 원리(Führerprinzip)에 부합한다)에 공감했다.

## 고백 교회

### 형성
아리아인 조항은 일부 성직자들 사이에서 격노를 유발했다. 마르틴 니묄러의 지도 아래, 목사들의 비상 연맹(Pfarrernotbund)가 형성되었다. 연맹의 형성 목적은 짐작컨대 유대인 혈통의 성직자들을 지지하는 것이었겠으나, 이는 곧 교회에 대한 나치의 간섭을 반대하는 사람들의 중심이 되었다. 이 연맹은 게르만기독교의 반대가 본격화될 때까지 회원을 늘려 나갔다.
연맹은 교회의 고백의 자유를 침해하는 국가에 저항하기로 하고, 명시적으로 아리아인 조항을 거부했다. 그들은 유대인과 유대인 혈통의 기독교인을 구분했으며, 개종한 유대인과 그들의 후손은 기독교 교리에 따라 다른 기독교인들과 마찬가지로 모든 면에서 완전하게 교회의 일원이라고 주장했다.
이 단계에에서 고백 교회의 저항은 반유대주의에 대한 도덕적인 반발보다는 정권이 교회에 간섭하는 것에 대한 반발로서 전개되었다. 따라서 논쟁은 교회의 자율성과 국가-교회의 경계에 머물렀고, 유대인 박해에 대한 논의는 일어나지 못했다. 결과적으로 이 반대자들이 고백 교회로 발전하게 된다.
1933년 11월 13일 게르만기독교 집회가 베를린 스포르트팔라스트에서 열렸다. 이 집회에서는 국가사회주의와 기독교의 연합이 선포되었으며, 집회장의 여기저기에는 만자문이 눈에 띄었다. 연사들은 다음과 같은 주장들을 통해 대중의 친(親)나치 감정을 자극했다:
- 국가사회주의를 지지하지 않는 모든 목사들의 제거.
- 유대인 혈통의 신자들의 축출.
- 아리아인 조항을 교회 전반에서 적용.
- 성서에서 구약 성서를 제거.
- 예배에서 비(非)게르만적 요소를 제거.
- 예수에 대한 더 "영웅적"이고 "긍정적"인 해석의 수용. 친(親)아리아인적인 관점에서 예수는 부패한 유대인들과 강하게 맞서 싸운 인물로 묘사되어야 했다.[7]

게르만기독교의 친(親)나치 요소들을 결집하고자 한 이 충격적인 시도는 오히려 역효과를 낳았다. 이 집회로 인해 많은 개신교인들은 국가가 단순히 교회 조직에 대한 문제 뿐만이 아니라 교회의 핵심적인 신학에까지도 관여하려 한다고 생각하게 되었다.
수완 좋은 정치인이었던 히틀러는 이러한 전개가 어떤 의미를 갖는지에 대해 민감했으나, 루트비히 뮐러는 그렇지 않았다. 뮐러는 비상 연맹에 가담한 목사들을 해고하거나 전직시켰으며, 1934년 4월에는 뷔르템베르크 교회의 수장(테오필 뷔름 주교)과 바바리아 교회의 수장(한스 마이저 주교)을 퇴임시켰다. 이들이 속했던 교회의 의회는 계속적으로 그들 교회가 독일 복음주의 교회(DEK)에 합병되기를 거부했다. 계속된 DEK와 뮐러의 공격성은 분리주의적이었던 고백 교회가 행동을 취하도록 자극했다.

### 바르멘 신학선언
1934년 5월에 양쪽이 바르멘의 고백교회 의회에서 만났다. 반항적인 목사들은 뮐러와 그의 리더십을 맹렬이 비난하며, 자신들과 그 신도들이 독일의 참된 복음주의 교회를 세웠다고 선언했다. 마르틴 니묄러 등 고백 교회 목사들의 조언을 얻어 칼 바르트가 작성한 바르멘 선언은 독일 교회는 국가의 기관이 아니며 교회에 대한 국가의 통제는 교리적으로 틀렸다고 재차 선언했다. 이 선언은 그 핵심 내용에서, 어떤 국가도, 심지어 전체주의 국가라 하더라도, 하느님의 계명 앞에서는 한계를 갖는다고 명시하고 있다.
고백교회는 실질적으로 나치의 승인을 받은 제국교회(Reichskirche)들이 이교적이라고 선포한 것이었다. 바르멘 선언 이후 독일에는 실질적으로 두 종류의 개신교 교회가 존재했다:
- 공식적으로 승인된 제국교회(Reichskirche 혹은 Deutsche Evangelische Kirche)
- 고백교회(Bekennende Kirche, BK). 종종 스스로를 Deutsche Evangelische Kirche라고 부르기도 했는데, 이는 스스로를 참된 교회라고 여겼기 때문이다.

그러나 여전히 고백교회의 저항은 정권의 교회 정책에 국한되었으며, 사회·정치적인 영역까지는 이르지 못했다.
고백교회가 교회 차원에서 벌인 저항은 국가사회주의 정권을 끌어내리기 위한 정치적 저항이 아니었다. 고백교회는 우선 조직 구조를 온전하게 유지하기 위해 싸웠고, 또한 교리의 독립성, 즉 기독교 계명들이 나치 이데올로기에 종속되지 않도록 싸웠다. ... [그러나] 고백교회의 지지자들은 점차 자신들을 국가와 게르만기독교에 대한 지조 있는 반대자로 생각하게 되었다. ... 그들은 반유대주의와 이교주의가 혼합된 신앙에 반대했다. [그러한 신앙에는] "영웅적 예수"나 인종, 국민성(Volkstum), 민족 등에 기초한 신앙 등이 있다.

### 바르멘 신학선언 이후
바르멘 선언 이후 상황은 한층 더 복잡해졌다. 총통(Führer)은 뮐러의 정치적 무감각 때문에 그를 좋게 여기지 않았다. 게다가 스포르트팔라스트 연설은 홍보 전략의 실패를 증명한 셈이 되었다. "종교의 자유"를 약속한 나치의 25개조 강령이 사실은 종교적 교리에 가깝다는 것이 드러난 것이다. 그리고 알프레트 로젠베르크는 잘 알려진 반기독교인이자 광적인 이교도였다.
히틀러는 1934년 가을에 바바리아 교회를 이끌던 마이저와 뷔르템베르크 교회를 이끌던 뷔름을 가택연금함으로써 이 상황을 진정시키려고 하였다. 그는 뮐러와 게르만기독교인들을 더 이상 참지 못하고, 뮐러의 권한을 박탈하고 강제적 일체화(Gleichschaltung)를 잠정 중단한 뒤, 교회부(Church Affairs)라는 이름의 제국 부처를 신설하여 자신의 변호사 친구였던 한스 케를이 맡도록 했다. 이제 교회투쟁(Kirchenkampf)은 교회 내의 두 파 간의 내부적 갈등이 아닌, 국가에 대한 교회의 투쟁으로서 계속되게 되었다. 케를의 책임은, 뮐러의 냉정함 대신 적절한 요령을 사용하여 조정을 시도하는 것이었다.
케를은 다소 무모했던 뮐러에 비해 온화했으며, 정치적으로도 영악했다. 그는 재빠르게 화해 위원회를 소집하여, 교회에서 존경받으며 어느 파에도 속하지 않았던, 은퇴한 베스트팔렌의 감독 빌헬름 쵤너가 이끌도록 했다. 뮐러는 1935년 말에 개신교 교회의 통합에 실패하고 일종의 반란을 만든 책임을 지고 다소 불명예스럽게 사임했다. 마르틴 니묄러의 그룹은 새로 등장한 쵤너의 위원회에 전반적으로 협력했으나, 여전히 독일의 참된 개신교 교회를 표방했으며 DEK는, 니묄러의 공적인 표현보다 더 직설적으로 말하자면, 이교도의 집합에 불과하다고 이야기했다.
니묄러의 지도 아래의 고백교회는 1936년 5월 히틀러에게 다음과 같은 내용의 예의바른, 그러나 단호한 제안서를 보냈다
- 정권의 반기독교적 경향에 저항함.
- 정권의 반유대주의를 비판함.
- 개신교 교회의 내부 문제에 대한 정권의 간섭을 중단할 것을 요구함.

이 제안서는 정권의 인내심의 한계를 건드리고 말았다. 정권은 다음과 같이 반응했다.
- 반대하는 목사 수백 명을 체포
- 고백교회의 두 번째 예비운영부(preliminary church executive)의 사무장이자 법률 고문이었던 프리드리히 바이슬러 박사를 작센하우젠 수용소에서 처형
- 고백교회의 자금을 몰수
- 고백교회가 헌금을 받는 것을 금지

쵤너는 나치의 이러한 탄압책을 참을 수 없었고, 게슈타포가 수감된 목사들에 대한 면회를 금지하자 1937년 2월 12일에 결국 사임했다. 이튿날, 교회부 장관은 다음과 같은 충격적인 발표를 통해 교회에 대한 정권의 적의를 뚜렷하게 드러냈다.
적극적 기독교(Positives Christentum)는 국가사회주의이다. ... [그리고] 국가사회주의는 하느님의 뜻을 행하는 것이다. ... 쵤너 박사는 ... 기독교가 하느님의 아들로서의 그리스도에 대한 믿음으로 이루어진다는 것을 설명하려고 시도했다. 나는 웃고 말았다. ... 기독교는 사도신경에 매여 있는 것이 아니고 ... [오히려] 당에 의해 대표된다. ... 독일 사람들은 이제 ... 총통에 의해 진정한 기독교라 칭함을 받는다. ... 총통은 새로운 계시의 전조이다.

### 저항 운동인가?
바르멘 선언은 그 안에 나치의 유대인 박해나 전체주의적 정책에 대한 언급을 하지 않고 있다. 그것은 수백년 간 개신교 교회가 주장했던 것과 같이, 교회의 독립성에 대한 선언이었다. 그것은 정권이나, 정권의 정치·사회적 정책이나 만행들에 대한 성명이 아니었다.
우리는 나치즘에 대한 정치적 반대를 완전히 뒤로 미루고 교회로서의 반대를 시작하려고 했다. ... 그것은 전략적인 것이었다. ... 우리는 [우리의 형제들이] 기독교인인 동시에 나치가 되는 것이 모순적이라는 것을 인식하기를 바랐다. ... 그래서 우리는 나치에 대한 격렬한 정치적 비판은 뒤로 미룬 것이다.
고백교회는 교회 차원에서는 종교적 문제에 대한 국가의 개입에 저항하는 한 가지 형태의 저항에만 참여했다. 고백교회의 많은 지도자들은 교회가 히틀러에 반대하는 조금 더 급진적인 입장을 취해야 한다고 주장했으나, 이는 받아들여지지 않았다.

## 여파
마르틴 니묄러나 하인리히 그뤼버와 같은 고백교회 지도자들은 나치 수용소로 보내졌다. 그뤼버와 니묄러는 살아남았지만, 모두가 그렇지는 못했다. 디트리히 본회퍼는 처음에는 테겔 감옥에 수감되었다가 부헨발트 강제 수용소로 보내진 후, 결국 플로센뷔르크에서 교수형을 당했다.
고백교회의 일부 사람들은 전쟁 중에 베를린에서 위험을 무릅쓰며 유대인들이 숨겨주기도 했다. 비밀 회동을 마치기 전에 사람들은 자신의 신분증이나 통장을 기부하기도 했다. 이렇게 기부된 신분증과 통장은 위조 과정을 거친 후 지하의 유대인들에게 전달되어 그들이 합법적인 베를린 시민처럼 통행할 수 있도록 도왔다. 고백교회의 구성원 중 일부는 이러한 위조 문서 제작에 가담한 혐의로 체포되어 재판을 받았다. 그 중 프란츠 카우프만은 총살을 당했고, 헬레네 야콥스는 투옥되었다.
히틀러 정권의 전복을 시도했던 이들 고백교회의 구성원들 중 많은 수는 극도로 조심스러웠기 때문에 실효는 적었다. 어떤 사람들은 나치의 인종 학살을 고려했을 때 더욱 급진적이고 위험한 일들을 감행해야 한다고 촉구하기도 했다.
베를린의 부제(Deaconess)였던 마르가 모이젤은 기독교인으로서의 용기를 보여주었고, 유대인들을 대변함으로써 "기독교 교회들의 침묵에 대한, 아마도 가장 열정적이고 직설적이며 가장 구체적이고 가장 비판적인 저항"을 했다. 반유대주의에 대항하여 소리를 낸 또 다른 고백교회의 구성원으로는 한스 에렌베르크가 있다.
모이젤을 비롯해 베를린 고백교회의 다른 두 명의 여자 지도자였던 엘리자베스 슈미츠와 게르트루트 스타에벤은 마르틴 니묄러가 시무했던 베를린 교구의 일원이었다. 그들은 교회가 유대인들을 대변할 것을 재촉했지만, 그러한 그들의 노력은 별로 성공적이지 못했다.

## 같이 보기
- 게르만 기독교인